# Île aux Sept Chapelets
L' Île aux Sept Chapelets, aussi appelé île Paté est une île située sur le fleuve Approuague dans la commune de Régina en Guyane.